# Teuvo Hakkarainen

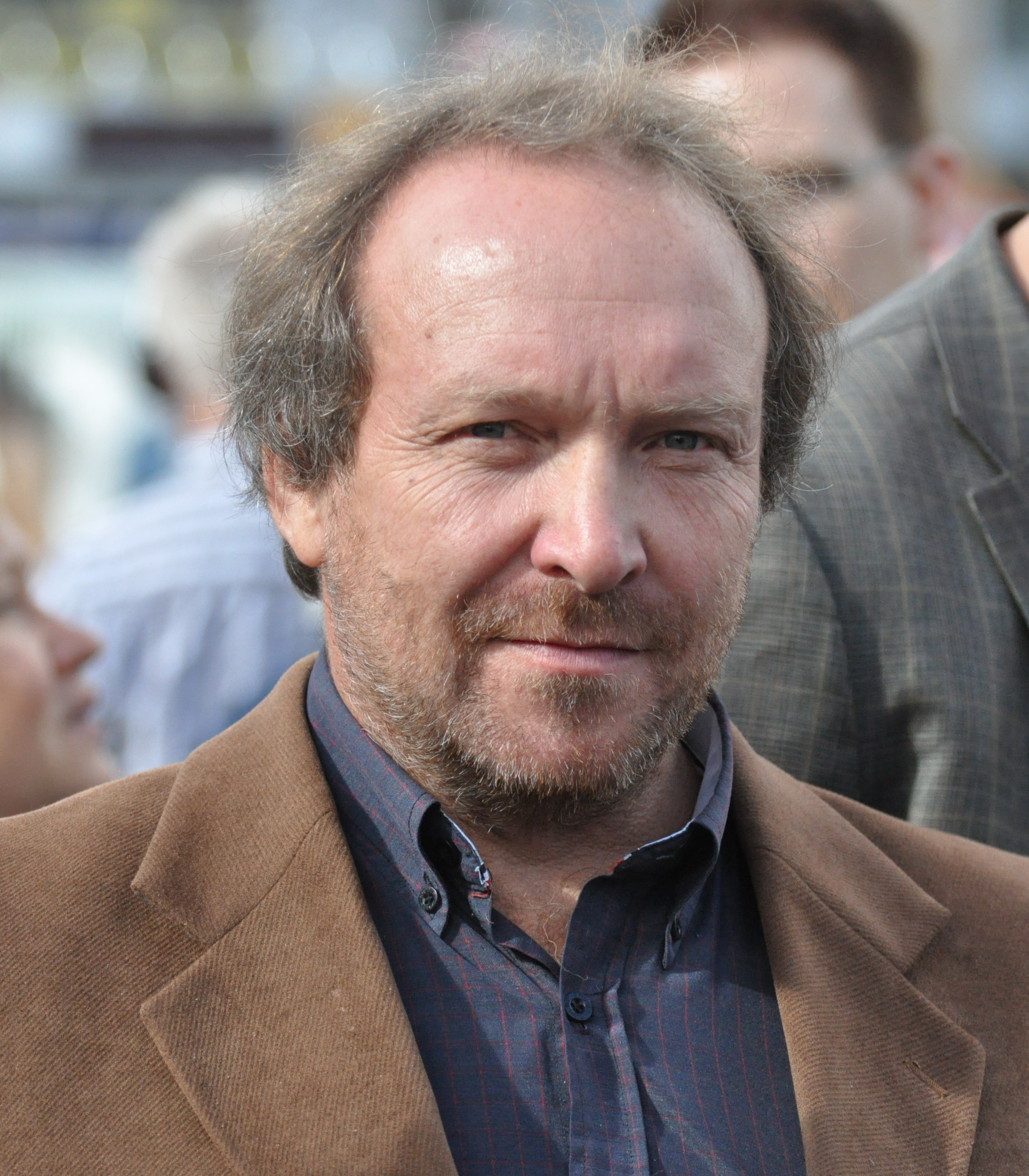
Teuvo Hakkarainen, 2011

Teuvo Hakkarainen (* 12. April 1960 in Viitasaari) ist ein finnischer Politiker der Finnenpartei und Mitglied des Europäischen Parlaments. 

## Leben
Bevor er bei den EU-Wahlen 2019 ins Europäische Parlament gewählt wurde, war er seit 2011 Mitglied des finnischen Parlaments.
Am 10. Juni 2017 wurde Hakkarainen zum zweiten stellvertretenden Vorsitzenden der Finnenpartei gewählt. Er bekleidete das Amt bis Dezember 2017, als er infolge einer Belästigung einer Kollegin sein Amt niederlegte.

## Ansichten und Kommentare

### Sexuelle Minderheiten
Im Mai 2011 sprach Hakkarainen mit Schülern einer Mittelstufe. Als Einige nach Hakkarainens Meinung zur Adoption von Schwulen fragten, soll dieser geäußert haben, wenn zwei Schwule ein Kind adoptieren, würde daraus ein doppelter Schwuler werden. Er ergänzte, die Antwort habe er scherzhaft gegeben, weil er eher Fragen zu Regierungsgesprächen beantworten wolle.
Im Oktober 2011 druckte die Boulevardzeitung Ilta-Sanomat eine Äußerung ab, wonach Homosexuelle, Lesben und Somalier auf die Ålandinseln abgeschoben werden sollen, um eine eigene Gesellschaft zu gründen. Aufgrund solcher Aussagen wurde er als homophob bezeichnet.

### Todesstrafe
Am 16. Dezember 2015 erkundigte sich Hakkarainen, zu dieser Zeit Mitglied der Finnenpartei im finnischen Parlament beim Parteikollegen und Justizminister, ob die Todesstrafe wiedereingeführt werden könne, und verwies auf das Gerichtsverfahren gegen zwei Asylbewerber. Sie wurden verdächtigt, elf Morde in terroristischer Absicht im Irak begangen zu haben, wurden aber freigelassen.

### Rassismus
Im April 2011 sprach Hakkarainen in einem Interview mit Helsingin Sanomat offen über seine Meinung gegenüber Schwarzen und Muslimen. Während des Interviews benutzte Hakkarainen das N-Wort zusammen mit einer spöttischen Nachahmung des islamischen Gebetsrufs.
Die Ombudsfrau für Minderheiten von Finnland, Eva Biaudet, forderte den Generalstaatsanwalt von Finnland auf, zu untersuchen, ob Hakkarainen gemäß dem Strafgesetzbuch an einigen Straftaten schuldig ist, beispielsweise Anstiftung zu ethnischem oder Rassenhass. Später gab die finnische Polizei bekannt, dass die Äußerungen von Hakkarainen ihrer Ansicht nach keinen Anlass zu einer strafrechtlichen Untersuchung geben. Sie schlug dem Generalstaatsanwalt vor, von strafrechtlichen Ermittlungen abzusehen, da Hakkarainens Äußerungen als freie Meinungsäußerung und nicht als Hassrede zu werten seien. Im Januar 2017 wurde Hakkarainen dennoch wegen Volksverhetzung verurteilt.

## Verurteilung wegen sexueller Belästigung
Im Dezember 2017 ereignete sich ein Vorfall mit der Abgeordneten Veera Ruoho im Parlamentsgebäude. Während einer Weihnachtsfeier im Parlamentscafé saß Ruoho an einem Tisch, als Hakkarainen sie von hinten am Nacken packte und energisch ins Gesicht küsste. Ruoho äußerte, Angst und Schmerzen erlitten zu haben. Hakkarainen stand unter Alkoholeinfluss. Er wurde wegen Körperverletzung und sexueller Belästigung zu einer Geldstrafe von 5440 Euro verurteilt.